# Ea Kuếh
Ea Kuếh là một xã thuộc huyện Cư M'gar, tỉnh Đắk Lắk, Việt Nam.
Xã Ea Kuếh có diện tích 109,14 km², dân số năm 2006 là 5384 người, mật độ dân số đạt 49 người/km².